# Victoria Carl
Victoria Carl, född 31 juli 1995 i Zella-Mehlis i Thüringen, är en tysk längdskidåkare som debuterade i världscupen den 29 december 2012 i Oberhof. Hennes första pallplats i världscupen kom i stafett den 22 januari 2017 i Ulricehamn, Sverige. Carl deltog vid de olympiska vinterspelen 2018 i Pyeongchang och har deltagit vid fyra världsmästerskap mellan 2015 och 2021, med en femteplats i sprinten på VM i Seefeld 2019 som bästa individuella resultat.
I de Olympiska vinterspelen 2022 i Peking tog Carl en silvermedalj i stafetten och en guldmedalj i sprintstafett tillsammans med Katharina Hennig.

## Resultat

### Världscupen

#### Individuellt
Carl har fyra individuella pallplatser i världscupen: en seger, två andraplatser och en tredjeplats.
| Säsong  | Datum            | Plats     | Disciplin                   | Placering |
| ------- | ---------------- | --------- | --------------------------- | --------- |
| 2023/24 | 10 december 2023 | Östersund | 10 km individuell start (F) | 3:a       |
| 2023/24 | 17 december 2023 | Trondheim | 10 km individuell start (K) | 1:a       |
| 2023/24 | 31 december 2023 | Toblach   | 10 km individuell start (K) | 2:a       |
| 2023/24 | 1 januari 2024   | Toblach   | 20 km jaktstart (F)         | 2:a       |

#### Pallplatser i lag
I lag har Carl tre pallplatser i världscupen: två andraplatser och en tredjeplats.
| Säsong  | Datum           | Plats      | Disciplin           | Placering | Lagkamrat(er)              |
| ------- | --------------- | ---------- | ------------------- | --------- | -------------------------- |
| 2016/17 | 22 januari 2017 | Ulricehamn | 4 x 5 km stafett    | 2:a       | Hennig / Böhler / Ringwald |
| 2022/23 | 19 mars 2023    | Falun      | 4 x 5 km mixstafett | 3:a       | Kuchler / Hennig / Sossau  |
| 2023/24 | 3 december 2023 | Gällivare  | 4 x 7,5 km stafett  | 2:a       | Gimmler / Hennig / Fink    |

### Olympiska spel
| Tävling          | 10 km | Skiathlon | 30 km | Sprint | Stafett | Lagsprint |
| ---------------- | ----- | --------- | ----- | ------ | ------- | --------- |
| Pyeongchang 2018 | 19:e  | 20:e      | 25:e  | —      | 6:e     | —         |
| Peking 2022      | —     | —         | —     | 10:e   | Silver  | Guld      |

### Världsmästerskap
| Tävling         | 10 km | Skiathlon | 30 km | Sprint | Stafett | Lagsprint |
| --------------- | ----- | --------- | ----- | ------ | ------- | --------- |
| Falun 2015      | —     | 29:e      | 29:e  | 38:e   | 6:e     | —         |
| Lahtis 2017     | 21:a  | 15:e      | 37:e  | 23:e   | —       | —         |
| Seefeld 2019    | —     | —         | 9:e   | 5:e    | 4:e     | 6:e       |
| Oberstdorf 2021 | 14:e  | —         | —     | —      | 5:e     | 9:e       |
| Planica 2023    | 14:e  | —         | —     | 23:e   | Silver  | 4:e       |